# Eli Brooks
Eli James Brooks (Sumter, 14 ottobre 1998) è un cestista statunitense.

## Statistiche

### NCAA
| Anno      | Squadra             | PG  | PT  | MP   | TC%  | 3P%  | TL%  | RP  | AP  | PRP | SP  | PP   |
| --------- | ------------------- | --- | --- | ---- | ---- | ---- | ---- | --- | --- | --- | --- | ---- |
| 2017-2018 | Michigan Wolverines | 31  | 12  | 10,0 | 30,2 | 24,4 | 61,5 | 1,1 | 1,0 | 0,4 | 0,1 | 1,8  |
| 2018-2019 | Michigan Wolverines | 37  | 0   | 12,9 | 37,8 | 29,2 | 75,0 | 1,2 | 1,1 | 0,3 | 0,1 | 2,5  |
| 2019-2020 | Michigan Wolverines | 30  | 30  | 32,0 | 41,0 | 36,4 | 72,9 | 3,7 | 2,0 | 0,8 | 0,2 | 10,6 |
| 2020-2021 | Michigan Wolverines | 27  | 27  | 31,1 | 42,6 | 39,6 | 90,9 | 3,1 | 3,1 | 1,1 | 0,2 | 9,5  |
| 2021-2022 | Michigan Wolverines | 34  | 34  | 36,0 | 44,4 | 39,4 | 87,7 | 3,7 | 2,9 | 1,2 | 0,1 | 12,8 |
| Carriera  | Carriera            | 159 | 103 | 24,0 | 41,5 | 36,2 | 82,6 | 2,5 | 2,0 | 0,7 | 0,1 | 7,3  |